# Parco nazionale di Gugamal
Melghat è un'area naturale protetta indiana che si trova nel distretto di Amravati, nello stato di Maharashtra. Come riserva della Tigre (Melghat Tiger Reserve) è stata istituita nel 1973-1974, all'interno del Project Tiger.
Nel 1985 è stata riconosciuta Santuario della vita selvatica (Wildlife Sanctuar). Il nucleo centrale della riserva della Tigre di Melghat è il  parco nazionale di Gugamal, del 1987, che occupa una superficie di 361,28 km², una parte consistente dei 1677 km² del Melghat, sui monti Gavilgarh.